# Shevlin
Shevlin is een plaats (city) in de Amerikaanse staat Minnesota, en valt bestuurlijk gezien onder Clearwater County.

## Demografie
Bij de volkstelling in 2000 werd het aantal inwoners vastgesteld op 160.
In 2006 is het aantal inwoners door het United States Census Bureau geschat op 159, een daling van 1 (-0,6%).

## Geografie
Volgens het United States Census Bureau beslaat de plaats een oppervlakte van
2,1 km², geheel bestaande uit land. Shevlin ligt op ongeveer 443 m boven zeeniveau.

## Plaatsen in de nabije omgeving
De onderstaande figuur toont nabijgelegen plaatsen in een straal van 24 km rond Shevlin.